# Rip deal
 (décembre 2018).
Un rip deal (une « transaction pourrie » ou « escroquerie à la transaction » en français) est une technique d'escroquerie basée sur l'emploi de manœuvres frauduleuses.

## Description
Les escrocs utilisant le rip deal visent souvent un particulier qui désire vendre un bien immobilier ; il s'agit alors d'une arnaque immobilière. Les escrocs peuvent aussi s'en prendre à un bijoutier, ou tout autre personne, en proposant d'acheter une quantité substantielle de marchandises ou de placer un capital, voire de procéder à un prêt.
L'acheteur escroc met en confiance sa victime : il présente bien, semble sérieux et fait croire qu'il est intéressé par l'achat. En général, les rendez-vous se font dans des hôtels luxueux.
Rapidement l'escroc propose de régler une partie au noir, en prétextant qu'il souhaite ainsi échapper au fisc. Puis il suggère de procéder à un échange, contre des euros, de cet argent réglé en devises étrangères (souvent des francs suisses), là aussi pour défiscaliser. Il propose alors généralement de payer plus pour dédommager le vendeur, qui pourra bénéficier d'un taux de change avantageux.
Le jour de l'échange, soit l'argent de la victime est subtilisé de force, soit il est échangé contre une mallette pleine de fausses coupures : les escrocs évitent en effet les faux billets qui pourraient les faire condamner à la prison à perpétuité.
Ce qui doit faire douter le vendeur :
- aucune négociation du prix de vente par l'acheteur ;
- une visite rapide du bien par l'acheteur, voire une absence de visite ;
- une proposition de paiement au noir ;
- un règlement en devises étrangères.

Les arnaques de type rip deal seraient plus nombreuses que ne le disent les statistiques officielles. En effet, certaines victimes hésiteraient à porter plainte, afin de ne pas avoir à se justifier auprès du fisc sur l'origine des sommes en liquide qu'elles viennent de perdre.

## Variantes
Les escrocs prennent contact avec le propriétaire d'un bien immobilier mis en vente par le biais d’une annonce, et lui donnent rendez-vous. Ils proposent alors d’échanger des billets de grosses coupures en plus petites, dans le cadre de ventes immobilières. En échange de cette transaction, les malfrats promettent une commission substantielle. Au moment de l’échange, les auteurs montrent un certain nombre de billets mais seuls certains d’entre eux sont vrais. Ce n’est qu’après le départ des escrocs que les victimes constatent la supercherie. Les premiers et derniers billets des liasses sont vrais, le reste étant faux.
Dans une autre variante, des escrocs contactent des personnes en proposant un échange d’argent suisse en euros, via des transactions immobilières, laissant une commission importante pour l’investisseur potentiel. Au cours de la conclusion de l’affaire, les escrocs présentent quelques véritables billets de mille francs suisses et laissent apercevoir quelques liasses. Après l’échange, et alors que les escrocs sont partis, les victimes se rendent compte que seuls le premier et le dernier billet de la liasse sont véritables, le reste n’étant que des copies de billets de banque.